# Dick Costolo

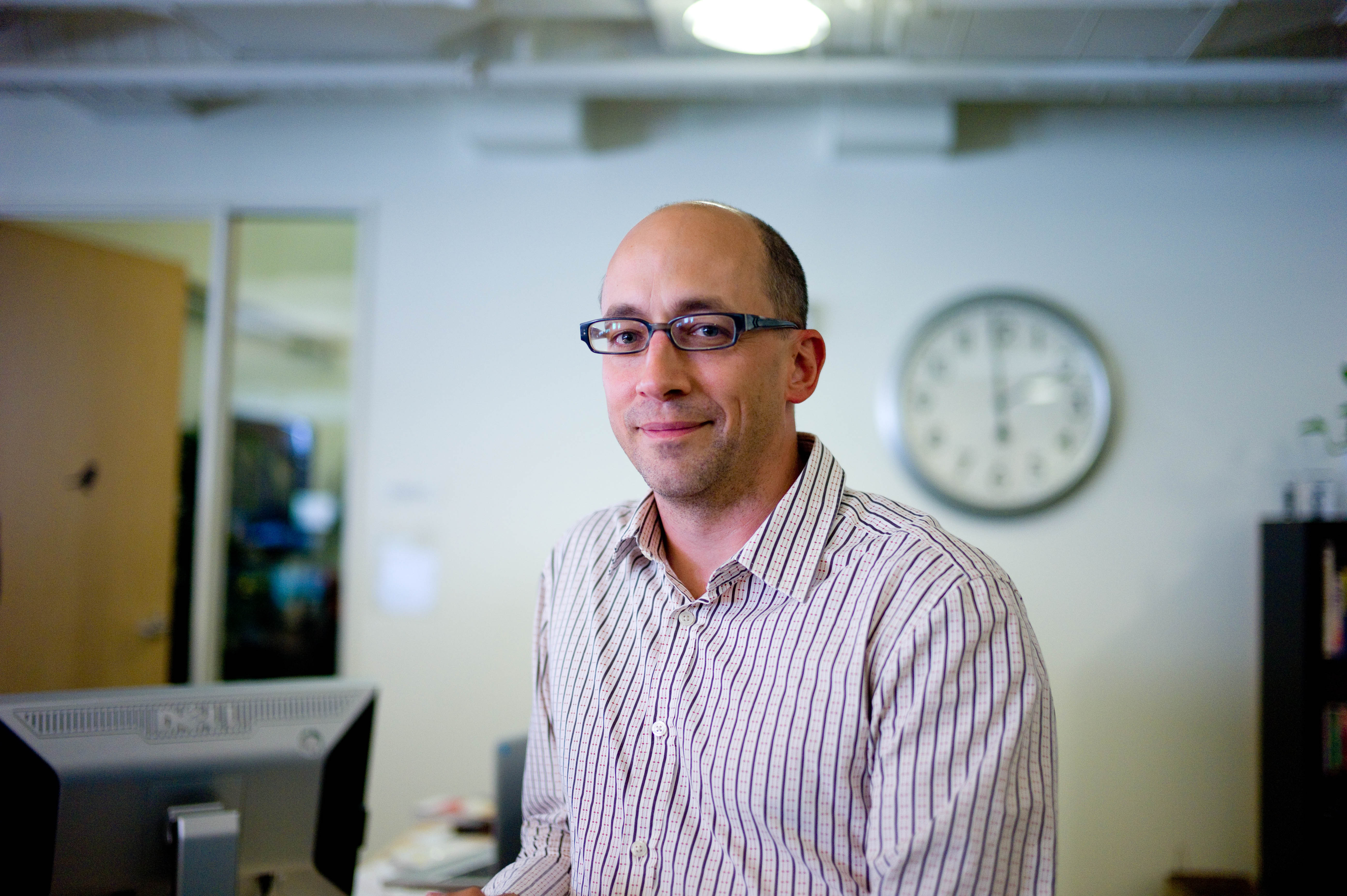
Dick Costolo (2010)

Dick Costolo (* 1963) war von 2010 bis 2015 CEO von Twitter und dessen früherer COO. Er übernahm das Amt des CEO von Evan Williams im Oktober 2010.
Er machte einen Abschluss als Bachelor der Informatik an der University of Michigan und seinen Master an der University of California, Berkeley. Costolo beschäftigte sich während seiner Studienzeit an der University of Michigan mit Schauspiel. Er nahm an Schauspiel-Kursen teil, um die Abschluss-Anforderungen der Universität zu erfüllen. Nach seinem Abschluss entschied er sich, keine Angebote von Technologie-Unternehmen anzunehmen und zog nach Chicago, wo er als Stand-up-Komiker arbeitete.
Im Jahr 2004 gründete Costolo zusammen mit Eric Lunt, Steve Olechowski und Matt Shobe den Web Feed-Anbieter FeedBurner. Nachdem Google FeedBurner 2007 gekauft hatte, wurde Dick Costolo ein Angestellter des Unternehmens. Nach der Übernahme arbeitete Costolo in anderen Bereichen von Google. Er verließ Google 2009, um im September 2009 Twitter als dessen COO beizutreten. Er wurde 2010 CEO von Twitter, weil sein Vorgänger Evan Williams auf Vaterschaftsurlaub war. Während der Vertretung zeichnete sich ab, dass er den Posten dauerhaft behält.
Am 11. Juni 2015 wurde bekanntgegeben, dass Costolo zum 1. Juli 2015 als CEO von Twitter zurücktritt. Sein Nachfolger ist Twitter-Mitbegründer Jack Dorsey.